# Herminia paupericula
Herminia paupericula là một loài bướm đêm trong họ Noctuidae.